# Katharina Lehmayer
Katharina Lehmayer (* 1963 in Linz) ist eine österreichische Richterin. Seit 1. November 2021 ist sie die erste Präsidentin des Oberlandesgerichtes Wien (OLG Wien).

## Werdegang
Lehmayer maturierte am Bundesrealgymnasium Fadingerstraße in Linz und studierte von 1981 bis 1986 Jus an der Universität Wien, während dieser Zeit war sie auch als Studienassistentin am Institut für Öffentliches Recht tätig. Von 1990 bis 1999 war sie Richterin am Bezirksgericht Döbling, anschließend wechselte sie ans Landesgericht Linz (LG Linz), wo sie ihren Schwerpunkt in Familiensachen hatte.
Von 2006 bis 2008 war sie Richterin am OLG Linz, wechselte aber anschließend wieder zurück ans LG Linz, wo sie von 2008 bis 2010 Vizepräsidentin und anschließend bis November 2016 Präsidentin war. Lehmayer war seit 1. Dezember 2016 Präsidentin des OLG Linz und damit die erste Präsidentin eines Oberlandesgerichtes in Österreich überhaupt. Zuvor war sie die erste Präsidentin eines Gerichtshofes im Sprengel des OLG Linz.
Seit 1. März 2013 ist sie Mitglied des Universitätsrates der Johannes-Kepler-Universität in Linz.
Im Juni 2021 wurde sie als Nachfolgerin von Gerhard Jelinek als Präsidentin des Oberlandesgerichtes Wien ab November 2021 designiert.
Im Juli 2023 forderten die Präsidentinnen und Präsidenten aller österreichischen Oberlandesgerichte (Wien, Linz, Graz, Innsbruck) in einem Schreiben an Bundeskanzler und Vizekanzler, ehebaldigst zur überfälligen Entscheidung bzgl. der Leitung des BVwG zu kommen.

## Privates
Lehmayer ist verheiratet und hat zwei Töchter. Sie ist die jüngere Schwester des früheren Wirtschaftskammerpräsidenten Christoph Leitl.